# Eugène Damien
Pour les articles homonymes, voir Damien.
Léon Eugène Damien est un auteur dramatique français né le 27 janvier 1846 à Paris et mort le 10 juin 1902 à Paris 9e,. Auteur de nombreux vaudevilles, seul ou en collaboration, il prend par la suite le pseudonyme de Medina (anagramme de son nom).

## Biographie
Fils d'Auguste Damien et Joséphine Caillard, il travaille comme employé au télégraphe à Oran, tout en préparant parallèlement l'écriture de sa première pièce, L'Orpheline d'Oran qu'il crée au théâtre d'Oran en 1870, avant de rentrer à Paris en 1876.
Le directeur du théâtre de Cluny, Émile-Laurent Talien, le découvre lors des « Matinées des jeunes » qu'il y avait fondées.
Il est référencé sur l'Annuaire de la Société des auteurs et compositeurs dramatiques pendant plusieurs années.
Plusieurs compagnes mais pas de mariage, il meurt célibataire à son domicile situé 17 rue Rodier dans le 9e arrondissement de Paris.
La BnF conserve quelques œuvres dont quelques-unes ont été rééditées comme La Peur d'être grand'mère (1879) et Je renie ma femme (1884) ou Le Baiser d'Yvonne, réédité par Hachette.

### Vie privée
Eugène Damien est le demi-frère (par son père) d'Antony Damien (1858-1943), artiste peintre post-impressionniste.
Son fils Gustave Damien (1871-1956) fut comédien et directeur des tournées Gustave Damien ; il épousa la comédienne Madeleine Damien (1901-1981).

## Théâtre

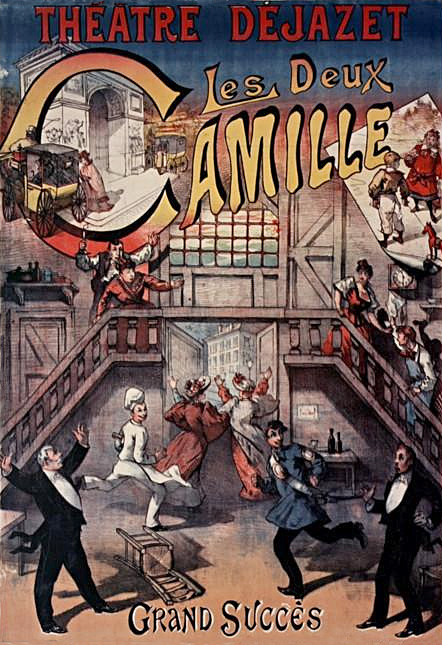
Affiche des Deux Camille au théâtre Déjazet (1891).

Eugène Damien a publié 16 comédies-vaudevilles :
- 1870 : L’Orpheline d’Oran, drame en 3 actes, théâtre d’Oran
- 1876 : Les Éclopés, comédie en 4 actes, Folies-Belleville
- 1877 : Où est le chat ?, revue d'Eugène Damien, Édouard Legentil et Caribert, musique de Georges Rose, Alhambra[9]
- 1878 : L’Affaire Ducornard, comédie en 1 acte, Folies-Belleville ; reprise au Théâtre Montparnasse en 1880
- 1879 : Les Soupirants de Marguerite, comédie en 1 acte, Alhambra
- 1879 : La Camériste, comédie en 1 acte, Alhambra
- 1879 : La Peur d'être grand'mère, comédie en 1 acte et en prose, Théâtre Cluny (21 décembre) [10]
- 1880 : Aristide le grincheux, comédie en 1 acte, théâtre Cluny (23 janvier)
- 1884 : Je renie ma femme, comédie en 1 acte d'Eugène Damien et Daujon, théâtre Déjazet (28 avril)[11]
- 1884 : Tout au plaisir, 5 actes d'Eugène Damien et Daujon, théâtre Déjazet (23 mai)[12]
- 1885 : Chez la nourrice, comédie en 1 acte d'Eugène Damien et Lebesgue, théâtre Beaumarchais (13 décembre)
- 1886 : Louloup, comédie en trois actes, théâtre Beaumarchais (7 janvier)[13]
- 1888 : Royal-Parfum, comédie en 1 acte d'Eugène Damien et Julaime, Théâtre Déjazet
- 1888 : Le Baiser d'Yvonne, vaudeville en 3 actes mêlé de chant d'Eugène Damien et Daujon, musique de Domergue, théâtre Déjazet (7 juin)[14]
- 1888 : La Garçonnière, comédie en 3 actes de Médina et Julaime, théâtre Déjazet (22 octobre)[15]
- 1889 : Pépère, comédie-vaudeville en 3 actes de Médina et Julaime, théâtre de la Renaissance (22 août)[16]
- 1891 : Les Deux Camille, comédie en 3 actes de Médina, Julaime et Gourdier, théâtre Déjazet (5 juin) avec jules Mondos
- 1899 : Le Moucheron, drame en cinq actes et dix tableaux, en collaboration avec Julaime, aux Bouffes du Nord[17].
- 1901 : Les Petits Bâtons, c’est la dernière pièce, écrite en collaboration avec Julaime. Cette pièce ne sera jamais jouée de son vivant. C’est son fils, Gustave, qui reprendra le flambeau, en la jouant en 1908, à Bruxelles[18].

## Témoignages
« L'Orpheline d'Oran - En résumé il y a de jolis dialogues, et de belles scènes dans ce drame. Ces beautés de détail font oublié l’imperfection du scenario et démontrent que M. Damien a l’étoffe d’un dramaturge. Qu’il persévère, et il arrivera au succès. »

— L’Écho d'Oran, 1870

« La Peur d'être grand' mère - La comédie de monsieur Damien n'est plus un succès, c'est une victoire. »

— L'Orchestre, 1880

« M. Harry Blount, le directeur des Menus-Plaisirs, a été fort bien inspiré en empruntant La Garçonnière au théâtre Déjazet, où la pièce de M. Médina (lisez Damien) fut jouée pour la première fois, en 1888, et reprise en dernier lieu, trois ans auparavant. »

— Le Monde artiste, 1895

« Médina, de son véritable nom Eugène Damien, a fait jouer des vaudevilles très gros, vulgaires et plus ou moins graveleux : La Garçonnière (1888), Le Baiser d'Yvonne (1888 et 1894, Pépère (1889), Les Deux Camille (1891),  etc. »

— Louis Bethléem, Les Pièces de théâtre, 1935